# Ембріопатія
Ембріопатія — це термін, який використовується для позначення патологічних змін, що відбуваються в зародку (ембріоні) в період його розвитку до 8 тижня вагітності. Ці зміни можуть бути викликані різними факторами, такими як генетичні аномалії, інфекції, токсичні речовини, медикаменти або недоотримання необхідних нутрієнтів.

## Основні характеристики
Причини:
- Вірусні інфекції (наприклад, краснуха).
- Бактеріальні інфекції (наприклад, токсоплазмоз, лістеріоз).
- Генетичні аномалії.
- Вживання алкоголю, наркотиків або певних медикаментів.
- Неправильне харчування та дефіцит вітамінів.

Клінічні прояви:
Можуть включати вроджені аномалії, затримку розвитку, олігофренію, порушення в розвитку органів.
Діагностика:
Включає пренатальне обстеження, ультразвукове дослідження, генетичні тести.
Профілактика:
Регулярний медичний контроль під час вагітності, вакцинація, правильне харчування, уникання шкідливих звичок.
Ембріопатії є важливим аспектом вивчення внутрішньоутробного розвитку і вимагають особливої уваги для запобігання ускладненням у майбутньому.